# Орішець каньйоновий
Орішець каньйоновий (Catherpes mexicanus) — вид горобцеподібних птахів родини воловоочкових (Troglodytidae). Поширений в Північній Америці.

## Поширення
Вид поширений в Мексиці, на заході США та півдні Канади. Ареал виду простягається від південної Британської Колумбії, південно-західного Айдахо, південної Монтани, Вайомінгу та Колорадо до західного Чіапасу в Мексиці. Існує окрема популяція на південному заході Південної Дакоти, північно-східному Вайомінгу та південно-східній Монтані. Мешкає в посушливих районах, скелях, скелястих оголеннях і каньйонах.

## Опис
Довжина тіла сягає приблизно 13-15 см і важить приблизно 9-18 г. Верх голови і шия сіро-бурі з білими плямами, плечі і спина червоно-бурі з бурими і білуватими плямами. Крижі каштанового кольору. Контурні пера каштаново-коричневі з темними прожилками, хвостові пера каштаново-коричневі з чорнуватими поперечними смугами. Криючі вух плямисті сіро-коричневі з тонкими білими смужками. Низ сірувато-білий від підборіддя до грудей, що контрастує з каштановим черевом. Відносно довгий вигнутий дзьоб сірувато-коричневого кольору з блідим кольором біля основи. Ноги тьмяно-сіро-чорні.

## Раціон
Орішець живиться виключно безхребетними, зокрема павуками, жуками, клопами, мурахами і термітами. Серед іншого, шукає поживу у вузьких ущелинах скель, чому сприяють його морфологічні особливості, такі як довгий вигнутий дзьоб, сплощений череп і короткі лапки. Було помічено крадіжку паралізованих павуків із гнізд оси-копача виду Scelifron cementarium.

## Підвиди
Виділяють вісім підвидів:
- Catherpes mexicanus griseus Aldrich, 1946[4] — трапляється на південному заході Канади та північному заході США.
- Catherpes mexicanus pallidior Phillips, AR, 1986[5] — мешкає в північно-центральній і західно-центральній частині США.[6]
- Catherpes mexicanus conspersus Ridgway, 1873[7] — на південному заході США та північному заході Мексики.[6]
- Catherpes mexicanus punctulatus Ridgway, 1882[8] — у східно-центральній Каліфорнії.
- Catherpes mexicanus croizati Phillips, AR, 1986[9] — поширений у південній частині Нижньої Каліфорнії.[6]
- Catherpes mexicanus mexicanus (Swainson, 1829)[10] —  в центральній і південній Мексиці.
- Catherpes mexicanus meliphonus Oberholser, 1930[11] — поширений на північному заході Мексики.[6]
- Catherpes mexicanus cantator Phillips, AR, 1966[12] — на південному заході Мексики.[6]